# Stylidium glandulosissimum
Stylidium glandulosissimum är en tvåhjärtbladig växtart som beskrevs av Wege. Stylidium glandulosissimum ingår i släktet Stylidium och familjen Stylidiaceae. Inga underarter finns listade i Catalogue of Life.